# Joseph Tchango
Joseph Marie Tchango (ur. 18 listopada 1978 w Duali) – kameruński piłkarz występujący na pozycji pomocnika.

## Kariera klubowa
Tchango karierę rozpoczynał w 1996 roku w zespole Cotonsport Garua. W sezonie 1996 wywalczył z nim wicemistrzostwo Kamerunu, a w sezonie 1997 - mistrzostwo Kamerunu. Pod koniec 1997 roku przeszedł do meksykańskiego Tecos, grającego w pierwszej lidze. Grał tam do końca sezonu 1997/1998, a potem odszedł do urugwajskiego Liverpoolu. Spędził tam sezon 1998.
W 1999 roku Tchango wrócił do Meksyku, gdzie został zawodnikiem drugoligowego Jaguares Colima. Występował tam przez dwa sezony, a potem ponownie przeszedł do Tecos, nadal występującego w pierwszej lidze. Jego barw bronił w sezonie 2001/2002.
W 2003 roku Tchango odszedł do Cotonsportu Garua. W tym samym roku zdobył z nim mistrzostwo Kamerunu, a także Puchar Kamerunu. W połowie 2004 roku przeniósł się do tureckiego MKE Ankaragücü. W Süper Lig zadebiutował 8 sierpnia 2004 w zremisowanym 1:1 meczu z Samsunsporem. W barwach Ankaragücü Tchango rozegrał 7 spotkań. W 2005 roku wrócił do Cotonsportu, z którym w tym samym roku wywalczył kolejne mistrzostwo Kamerunu.

## Kariera reprezentacyjna
W latach 1995-1997 w reprezentacji Kamerunu Tchango rozegrał 14 spotkań i zdobył 1 bramkę. W 1996 roku został powołany do kadry na Puchar Narodów Afryki. Zagrał na nim w meczu z Południową Afryką (0:3), a Kamerun zakończył turniej na fazie grupowej.